# Vanessa Marcil
Vanessa Marcil nata Sally Vanessa Ortiz (Indio, 15 ottobre 1968) è un'attrice statunitense, nota soprattutto per aver partecipato alla celebre soap opera statunitense General Hospital e nelle serie televisive Beverly Hills 90210 e Las Vegas.

## Biografia
Nata con il nome di battesimo di Sally Vanessa Ortiz, è la minore di quattro sorelle; suo padre è il milionario Peter Ortiz, mentre la madre, Patricia Marcil è un'erborista. Ha origini italiane, francesi e portoghesi. Il nome Vanessa le è stato dato in onore dell'attrice britannica Vanessa Redgrave. Dopo aver manifestato il proprio talento come attrice sin da piccola, partecipando a numerosi spettacoli nei teatri della sua cittadina natale, la Marcil è giunta alla notorietà ottenendo il ruolo di Brenda Barrett nella soap-opera General Hospital nel 1992. Grazie a questa partecipazione ha ottenuto per ben tre volte la nomination al premio Daytime Emmy Award (1997, 1998 e 2003), e si è aggiudicata ben tre volte il Soap Opera Digest Awards, premio assegnato dalla rivista statunitense Soap Opera Digest.
Il suo debutto cinematografico è stato nella pellicola d'azione The Rock, film del 1996 con Nicolas Cage e Sean Connery. Bocciata al provino del film So cosa hai fatto, dopo aver partecipato per sei anni a General Hospital abbandonò il telefilm nel 1998 (facendovi un breve ritorno nel 2002), partecipa a due puntate della serie prodotta da Steven Spielberg High Incident. Nel novembre dello stesso anno entra nel cast della serie televisiva Beverly Hills 90210, interpretando per 37 episodi la perfida Gina Kincaid. Per partecipare a Beverly Hills, 90210 rinunciò alla serie televisiva Ally McBeal, consegnando la sua parte a Portia de Rossi. Partecipa in veste di guest star a telefilm di successo come Crossing Jordan, NYPD Blue e Spin City, mentre dal 2003 al 2008 interpreta Samantha in Las Vegas.

## Vita privata
- Dal 1989 al 1993 è stata sposata con Corey Feldman.
- Dal 1999 agli inizi del 2003 è stata legata all'attore Brian Austin Green. I due hanno avuto un figlio, Kassius Lijah Marcil-Green, nato il 30 marzo 2002.
- L'11 luglio 2010 sposa l'attore Carmine Giovinazzo. Nel giugno 2011 la coppia annuncia di essere in attesa di un figlio, ma, nel dicembre dello stesso anno, Giovinazzo annuncia che la moglie ha avuto un aborto, il secondo durante l'anno. Il 22 agosto 2012 Marcil annuncia il divorzio, raggiunto nel marzo 2013.

## Filmografia

### Cinema
- The Undertaker, regia di Parris Patton (1995) - cortometraggio
- The Rock, regia di Michael Bay (1996)
- 976-WISH, regia di David L. Bertman (1997) - cortometraggio
- Nice Guys Sleep Alone, regia di Stu Pollard (1999)
- This Space Between Us, regia di Matthew Leutwyler (1999)
- Storm Watch, regia di Terry Cunningham (2002)
- The Bannen Way - Un Criminale Perbene (The Bannen Way), regia di Jesse Warren (2010)
- Borrowed Moments, regia di Doug McHenry (2014)

### Televisione
- General Hospital - soap opera, 356 episodi (1992-2013)
- Una moglie non si arrende (To Love, Honor and Deceive), regia di Michael W. Watkins (1996) - film TV
- High Incident - serie TV, episodi 2x16-2x19 (1997)
- Beverly Hills 90210 (Beverly Hills, 90210) - serie TV, 37 episodi (1998-2000)
- Spin City - serie TV, episodio 5x23 (2001)
- NYPD Blue - serie TV, episodi 9x02-11x03 (2001-2003)
- Las Vegas - serie TV, 106 episodi (2003-2008)
- Crossing Jordan - serie TV, episodi 4x07-5x02 (2004-2005)
- La tata dei desideri (The Nanny Express), regia di Bradford May (2008) - film TV
- Lipstick Jungle - serie TV, episodi 2x07-2x09-2x11 (2008)
- Senza traccia (Without a Trace) - serie TV, episodi 7x17-7x18-7x20 (2009)
- Una calda estate (One Hot Summer), regia di Betty Kaplan (2009) - film TV
- Hawaii Five-0 - serie TV, episodio 3x08 (2012)
- Prigionieri in Paradiso (Stranded in Paradise), regia di Bert Kish (2014) - film TV
- La madre sbagliata (The Wrong Mother), regia di Craig Goldstein (2017) - film TV
- Fidanzati per convenienza, regia di David Winning (2016) - film tv

## Doppiatrici italiane
Nelle versioni in italiano dei suoi film, Vanessa Marcil è stata doppiata da:
- Eleonora De Angelis in Las Vegas, Crossing Jordan
- Laura Lenghi in Prigionieri in Paradiso
- Antonella Rendina in The Rock
- Michela Alborghetti in Beverly Hills, 90210
- Paola Majano in La madre sbagliata
- Stella Musy in La tata dei desideri
- Chiara Colizzi in Una calda estate